# The Cheesecake Factory
The Cheesecake Factory Incorporated är en amerikansk kafé- och restaurangkedja som i huvudsak serverar cheesecake. Deras huvudkontor ligger i Calabasas, Kalifornien, USA.
The Cheesecake Factory grundades av Oscar Overton och Evelyn Overton.
I april 2020 köpte riskkapitalbolaget Roark Capital Group aktier till ett värde av 200 miljoner amerikanska dollar efter att restaurangkedjan drabbades av finansiella svårigheter i och med covid-19-pandemin. I juni 2021 köpte Cheesecake Factory tillbaka större delen av Roarks innehav för 457 miljoner dollar, efter att affären slutförts ägde Roark 4,6 % av restaurangkedjan.

## I populärkultur
I TV-serien The Big Bang Theory fungerade restaurangen som både Penny och Bernadettes arbetsplats, innan de träffade sina respektive makar, Leonard Hofstadter och Howard Wolowitz. Seriens huvudkaraktärer umgicks ofta på restaurangen då de inte var i lunchrummet på Caltech.